# Carpentaria (biljni rod)
Carpentaria, monotipski biljni rod iz porodice palmovki smješten u podtribus Ptychospermatinae, dio tribusa Areceae, potporodica Arecoideae. 
Jedina vrsta je australski endem iz Sjevernog teritorija, C. acuminata, česta uz obale potoka na niskim nadmorskim visinama, obično u blizini estuarija sa boćatom vodom.
Naraste maksimalno do 15 m. visine.

## Sinonimi
- Kentia acuminata H.Wendl. & Drude